# رود مكدونالد
رود مكدونالد (بالإنجليزية: Rod McDonald)‏ (20 مارس 1967 في المملكة المتحدة - ) هو لاعب كرة قدم بريطاني في مركز الهجوم. لعب مع نادي أكرينغتون ستانلي ونادي بارتيك ثيسل ونادي ساوثبورت ونادي والسول ونادي تشستر سيتي ونورثويتش فيكتوريا ونادي بارو ونادي رانكورن هالتون وWinsford United F.C. ‏ وDroylsden F.C. ‏ وColne Dynamoes F.C. ‏.

## وصلات خارجية
- رود مكدونالد على موقع قاعدة بيانات كرة القدم.إي يو (الإنجليزية)
- رود مكدونالد على موقع Soccerbase.com (لاعب) (الإنجليزية)